# Nachal Ovadja
Nachal Ovadja (hebrejsky: נחל עובדיה, arabsky: Vádí Amir) je vádí v severním Izraeli, v pohoří Karmel a v pobřežní nížině.
Začíná v nadmořské výšce přes 300 metrů nad mořem, v jižní části města Haifa, v zalesněném údolí sevřeném ze severu haifskými čtvrtěmi Ramat Almogi, Ramat Golda a Ramat Begin a z jihu čtvrtí Hod ha-Karmel. Odtud vádí směřuje k západu zalesněnou krajinou a klesá do pobřežní nížiny, na jejímž okraji vstupuje do zastavěného území města Tirat Karmel a zároveň zleva přijímá vádí Nachal Tira. Prochází pak severní částí města, ze severu míjí vesnici Kfar Galim a ústí do Středozemního moře, přičemž předtím podchází těleso železniční trati a dálnice číslo 2.